# Darja Gajšek
Darja Gajšek, slovenska televizijska in radijska voditeljica, pevka; *18. maj 1989, Maribor.
Sedem let je z Blažem Švabom na RTV Slovenija vodila glasbeno oddajo Slovenski pozdrav, ki je bila na sporedu od oktobra 2013 do decembra 2020.  Poleti leta 2021 je vodila oddajo narodnozabavne glasbe Poletni pozdrav, od decembra 2021 pa njeno nadaljevanje Zimski pozdrav. Oddaji sta bili pod njenim voditeljstvom na sporedu tudi v letu 2022, leta 2023 pa sta bili ukinjeni. Od junija 2022 deluje tudi kot radijska voditeljica pri radiu Veseljak.
Uveljavila se je tudi kot samostojna pevka, v začetku glasbene kariere pa je bila kratek čas del zasedbe Atomik Harmonik in Ansambla Štrajk. Njena glasba se naslanja na narodnozabavni slog.

## Zasebno
Leta 2018 se je poročila s kondicijskim trenerjem Alenom Jankovićem. Leta 2017 se jima je rodila hčer Ema, oktobra 2024 pa sta javnosti sporočila, da pričakujeta drugega otroka in maja 2025 se jima je rodil sin Maj.